# Oullins-Pierre-Bénite
Oullins-Pierre-Bénite [ulɛ̃ pjɛʁ benit] est une commune nouvelle française située dans la métropole de Lyon, en région Auvergne-Rhône-Alpes, créée le 1er janvier 2024 par la fusion de Oullins et Pierre-Bénite. La ville compte 37 000 habitants, ce qui la classe 8e en termes de population parmi les communes de la métropole de Lyon.

## Géographie

### Localisation
| Sainte-Foy-lès-Lyon | La Mulatière             | 7e arrondissement de Lyon |
| Chaponost           | Oullins-Pierre-Bénite    | Saint-Fons                |
|                     | Saint-Genis-Laval Irigny |                           |

#### Évolution du territoire
Le 1er janvier 2024, la commune d'Oullins fusionne avec la commune de Pierre-Bénite sous le régime de la commune nouvelle, pour former la commune d'Oullins-Pierre-Bénite. Les deux anciennes communes deviennent communes déléguées. Le chef-lieu est fixé à la mairie de l'ancienne commune d'Oullins.
À noter que jusqu'en 1869, les deux communes ne formaient qu'une seule ville, jusqu'au détachement d'une part d'Oullins pour la création de Pierre-Bénite.

### Climat
Pour des articles plus généraux, voir Climat d'Auvergne-Rhône-Alpes et Climat du Rhône.
En 2010, le climat de la commune nouvelle est de type climat du Bassin du Sud-Ouest, selon une étude du Centre national de la recherche scientifique s'appuyant sur une série de données couvrant la période 1971-2000. En 2020, Météo-France publie une typologie des climats de la France métropolitaine dans laquelle la commune est dans une zone de transition entre le climat semi-continental et le climat de montagne et est dans la région climatique  Nord-est du Massif Central, caractérisée par une pluviométrie annuelle de 800 à 1 200 mm, bien répartie dans l’année.
Pour la période 1971-2000, la température annuelle moyenne est de 12 °C, avec une amplitude thermique annuelle de 18,1 °C. Le cumul annuel moyen de précipitations est de 820 mm, avec 8,5 jours de précipitations en janvier et 6,3 jours en juillet. Pour la période 1991-2020, la température moyenne annuelle observée sur la station météorologique de Météo-France la plus proche, « Saint-Genis-Laval », à 2 km à vol d'oiseau, est de 12,8 °C et le cumul annuel moyen de précipitations est de 782,6 mm,. Pour l'avenir, les paramètres climatiques de la commune estimés pour 2050 selon différents scénarios d'émission de gaz à effet de serre sont consultables sur un site dédié publié par Météo-France en novembre 2022.
| Mois                                  | jan.             | fév.             | mars           | avril           | mai             | juin           | jui.           | août           | sep.            | oct.            | nov.            | déc.             | année      |
| ------------------------------------- | ---------------- | ---------------- | -------------- | --------------- | --------------- | -------------- | -------------- | -------------- | --------------- | --------------- | --------------- | ---------------- | ---------- |
| Température minimale moyenne (°C)     | 1                | 1,3              | 4,2            | 6,9             | 10,7            | 14,3           | 16,3           | 16             | 12,4            | 9,2             | 4,6             | 1,7              | 8,2        |
| Température moyenne (°C)              | 3,9              | 5                | 9              | 12,2            | 16              | 20             | 22,3           | 22             | 17,7            | 13,3            | 7,8             | 4,5              | 12,8       |
| Température maximale moyenne (°C)     | 6,9              | 8,7              | 13,7           | 17,4            | 21,4            | 25,7           | 28,2           | 28,1           | 22,9            | 17,3            | 10,9            | 7,3              | 17,4       |
| Record de froid (°C) date du record   | −19,3 17.01.1893 | −18,4 04.02.1917 | −10,6 01.03.05 | −3,8 08.04.03   | −0,3 04.05.1941 | 0,2 10.06.1967 | 5,8 08.07.1954 | 6,5 31.08.1940 | 0 04.09.1917    | −4,7 27.10.1887 | −9,5 28.11.1915 | −17,3 22.12.1938 | −19,3 1893 |
| Record de chaleur (°C) date du record | 19,4 30.01.13    | 22,5 15.02.1958  | 25,7 31.03.21  | 29,7 19.04.1949 | 34,7 24.05.09   | 38,7 22.06.03  | 40,2 31.07.20  | 41,5 13.08.03  | 36,7 05.09.1949 | 29,7 02.10.23   | 22,8 07.11.1955 | 19,2 03.12.1961  | 41,5 2003  |
| Précipitations (mm)                   | 48,1             | 36,7             | 46,5           | 67,7            | 75              | 67,5           | 64,8           | 63,2           | 79,8            | 94,5            | 90,1            | 48,7             | 782,6      |

## Urbanisme

### Typologie
Au 1er janvier 2024, Oullins-Pierre-Bénite est catégorisée grand centre urbain, selon la nouvelle grille communale de densité à sept niveaux définie par l'Insee en 2022.
Elle appartient à l'unité urbaine de Lyon, une agglomération inter-départementale regroupant 123  communes, dont elle est une commune de la banlieue,,. Par ailleurs la commune fait partie de l'aire d'attraction de Lyon, dont elle est une commune du pôle principal,. Cette aire, qui regroupe 397 communes, est catégorisée dans les aires de 700 000 habitants ou plus (hors Paris),.

## Toponymie
Le nom est l'accolement du nom des deux communes ayant fusionné : Oullins et Pierre-Bénite.

## Histoire
La commune nouvelle est officiellement créée le 1er janvier 2024 par arrêté du 12 décembre 2023, avec la transformation des deux anciennes communes en « communes déléguées ».

## Politique et administration

### Communes fondatrices
| Nom             | Code Insee | Intercommunalité  | Superficie (km2) | Population (dernière pop. légale) | Densité (hab./km2) |
| --------------- | ---------- | ----------------- | ---------------- | --------------------------------- | ------------------ |
| Oullins (siège) | 69149      | Métropole de Lyon | 4,4              | 27 113 (2021)                     | 6 162              |
| Pierre-Bénite   | 69152      | Métropole de Lyon | 4,48             | 10 515 (2021)                     | 2 347              |

### Liste des maires
| Période        | Période  | Identité      | Étiquette | Qualité |
| -------------- | -------- | ------------- | --------- | --- |
| 6 janvier 2024 | En cours | Jérôme Moroge | LR        | Attaché parlementaire de 2002 à 2015 Conseiller régional de Rhône-Alpes (2010 → 2015) Conseiller régional d'Auvergne-Rhône-Alpes (2015 → ) Conseiller métropolitain de Lyon (2014 → ) |

### Jumelages
La commune est jumelée avec la ville de Nürtingen (Allemagne) et la ville de Pescia en Toscane.

## Population et société

### Démographie
L'évolution du nombre d'habitants est connue à travers les recensements de la population effectués dans la commune depuis sa création.

En 2022, la commune comptait 37 928 habitants.
| 2020   | 2021   | 2022   |
| ------ | ------ | ------ |
| 37 502 | 37 628 | 37 928 |

### Manifestations culturelles et festivités
- Fête de l'Iris[19] : chaque année au mois de mai au Parc Chabrières.

## Culture locale et patrimoine

### Lieux et monuments

#### Sites et équipements culturels
- Bibliothèques : la commune compte deux médiathèques (la Mémo côté Oullins et Elsa Triolet côté Pierre-Bénite).
- Théâtre de la Renaissance : créé à l'initiative de la commune d'Oullins et inauguré en 1982[20].
- Maison du Peuple : salle de spectacle municipale.
- Maison des Jeunes et de la Culture : MJC Pierre Bénite André Vial et MJC d'Oullins.

#### Parcs et sites naturels remarquables
- Parc Chabrières
- Parc du Prado
- Parc naturel de l'Yzeron
- Parc naturel de Sanzy
- Parc Georges Manillier
- Parc Jean de La Fontaine

### Personnalités liées à la commune
- Mary Paillon
- Jean-Baptiste Alix (1768-1848), militaire français[21].
- Victor Orsel (1795-1850), peintre.
- François Barthélemy Arlès-Dufour (1797- 1872), humaniste, homme d'affaires lyonnais pro-européen, commissionnaire soyeux et l’un des principaux saint-simoniens, habitant de la commune et inhumé au cimetière d'Oullins.
- Louis-Charles Lortet[22] (1836-1909), médecin, botaniste, zoologiste, paléontologue, égyptologue, anthropologue, directeur du Muséum d'Histoire naturelle de Lyon, doyen de la faculté mixte de Médecine et de Pharmacie de Lyon, fils de Pierre Lortet.
- Louis Sylvain Normand (1858-1957), ancien maire.
- Yon-Lug[Note 5] (1864-1921), Constant Jacquet de son vrai nom, compositeur et chansonnier français.
- Georges Charpy[23] (1865-1945), inventeur de l'essai de flexion par choc sur éprouvette entaillée Charpy.
- Loulou Dédola, né le 1er mai 1967, scénariste de bande dessinée, musicien et documentariste français, y travaille et y réside.

#### Personnes inhumées ou décédées dans la commune
- Antoine Léonard Thomas (1732-1785), poète, critique et académicien.
- Joseph Marie Jacquard (1752-1834), inventeur du métier à tisser semi-automatique, il s'était retiré à Oullins ou il est enterré.
- Clémence Lortet[24] (1772-1835), botaniste de renom, cofondatrice de la Société linnéenne de Lyon ; inhumée[25] à Oullins avec son fils Pierre Lortet et son petit-fils Louis-Charles Lortet.
- Pierre Lortet (1792-1868), fils de Clémence Lortet, député du Rhône sous la Seconde République, créateur de la faculté des sciences de Lyon.

## Pour approfondir